# Argyrogena fasciolata
Espèce
Synonymes
- Coluber fasciolatus Shaw, 1802
- Coluber hebe Daudin, 1803
- Coluber curvirostris Cantor, 1839
- Argyrogena rostrata Werner, 1924

Argyrogena fasciolata est une espèce de serpents de la famille des Colubridae.

## Répartition
Cette espèce se rencontre au Bangladesh, en Inde (dans les  États d'Andhra Pradesh, du Bengale-Occidental, de Bihar, de Chhattisgarh, de Goa, de Jharkhand, de Karnataka, de Maharashtra, d'Orissa et de l'Uttar Pradesh), au Népal (où selon Kramer, 1977, elle semble extrêmement rare), au Pakistan et au Sri Lanka.
Sa présence est incertaine au Bhoutan.

## Publication originale
- Shaw, 1802 : General Zoology, or Systematic Natural History, vol. 3, no 2, p. 313-615 (texte intégral).